# Slew o' Gold
Slew o' Gold (1980-2007) est un cheval de course pur-sang anglais américain, membre du Hall of Fame des courses américaines.

## Carrière de courses
Élevé dans le Kentucky par le grand haras Claiborne Farm, débute à l'automne 1982 où, après avoir remporté son maiden, il échoue pour sa seule tentative au plus haut niveau dans les Remsen Stakes. Son début d'année de 3 ans est discret jusqu'à ce qu'il crève l'écran dans une allowance puis remporte les Wood Memorial Stakes, une victoire qui lui ouvre la voie des trois épreuves de la Triple Couronne. Dans la première et la plus prestigieuse d'entre elles, le Kentucky Derby,  le poulain termine au pied du podium. Il fait l'impasse sur les Preakness Stakes, mais court mieux dans les Belmont Stakes, dont il prend le premier accessit, à distance du vainqueur Caveat, et réitère cette performance dans les Travers Stakes, où il est devancé par le seul Play Fellow. Slew o' Gold prend du galon lorsqu'il s'agit, en deuxième partie de saison, d'affronter les chevaux d'âge : victoire dans les Woodward Stakes et la Jockey Club Gold Cup, dans laquelle il prend sa revanche sur Highland Blade, qui l'avait battu de peu dans le Marlboro Cup Handicap, et laisse le champion John Henry à plus de six longueurs. Dans cette génération qui se cherche véritable leader, Slew o' Gold, s'il n'a pu que figurer dans les classiques de printemps, se distingue par ses affrontements avec ses aînés et il est sacré meilleur 3 ans de l'année, et dauphin de la Française All Along au titre suprême de cheval de l'année. 
En 1984, Slew o' Gold semble avoir franchi un cap malgré une blessure qui l'a tenu éloigné des hippodromes pendant plusieurs mois. Il reste invaincu de juillet à octobre, enchaînant cinq victoires dont quatre groupe 1, remportant la Marlboro Cup et doublant la mise dans les Woodward Stakes et la Jockey Club Gold Cup, ce qui lui vaut un bonus d'un million de dollars. La Breeders' Cup Classic, dont c'est la troisième édition, lui tend les bras. Mais cette saison jusque là parfaite connaît son seul accroc dans cette sorte de finale : aux prises avec le 3 ans Gate Dancer et l'outsider Wild Again dans une lutte farouche, il est contrarié dans son effort par le premier nommé, et termine troisième à une demi-longueur de ses deux rivaux séparés quant à eux d'une tête. Les commissaires de course, après 10 minutes d'enquête, décident de maintenir Wild Again premier, mais rétrogradent Gate Dancer derrière Slew o' Gold. Cette malheureuse défaite lui coûte le titre de cheval de l'année, qui revient pour la deuxième fois à l'increvable John Henry, 9 ans. Riche de plus de 3,5 millions de dollars de gains, il se retire au haras avec en guise de consolation un titre de cheval d'âge de l'année. En 1992, il est admis au Hall of Fame des courses américaines, et figure à la 58e place sur la liste des 100 meilleurs chevaux de sport hippique américain du XXe siècle établie en 1999 par le magazine The Blood-Horse.

### Résumé de carrière
| Date         | Hippodrome      | Pays        | Course                        | Statut      | Distance    | Jockey          | Place       | Écart       | Vainqueur ou deuxième |
| 1982, 2 ans  | 1982, 2 ans     | 1982, 2 ans | 1982, 2 ans                   | 1982, 2 ans | 1982, 2 ans | 1982, 2 ans     | 1982, 2 ans | 1982, 2 ans | 1982, 2 ans           |
| ------------ | --------------- | ----------- | ----------------------------- | ----------- | ----------- | --------------- | ----------- | ----------- | --------------------- |
| 15 octobre   | Aqueduct        | États-Unis  | Maiden                        |             | 1 300 m     | A. Cordero, Jr. | 1er / 8     | encolure    | Countertrade          |
| 23 octobre   | Aqueduct        | États-Unis  | Allowance                     |             | 1 600 m     | F. Ravat, Jr.   | 1er / 9     | 1 ¾         | Last Turn             |
| 13 novembre  | Aqueduct        | États-Unis  | Remsen Stakes                 | Gr. 1       | 1 800 m     | F. Ravat, Jr.   | 6e / 11     | 11 ¾        | Pax in Bello          |
| 1983, 3 ans  |                 |             |                               |             |             |                 |             |             |                       |
| 5 mars       | Tampa Bay Downs | États-Unis  | Sam F. Davis Stakes           |             | 1 700 m     | V. H. Molina    | 3e / 8      | 3 ¾         | Saverton              |
| 19 mars      | Tampa Bay Downs | États-Unis  | Tampa Bay Derby               |             | 1 700 m     | H. Rivera, Jr.  | 2e / 14     | 3/4         | Morganmorganmorgan    |
| 13 avril     | Aqueduct        | États-Unis  | Allowance                     |             | 1 800 m     | A. Cordero, Jr. | 1er / 8     | 7 ¾         | Law Talk              |
| 23 avril     | Aqueduct        | États-Unis  | Wood Memorial Stakes          | Gr. 1       | 1 800 m     | Eddie Maple     | 1er / 7     | encolure    | Parfaitement          |
| 7 mai        | Churchill Downs | États-Unis  | Kentucky Derby                | Gr. 1       | 2 000 m     | A. Cordero, Jr. | 4e / 20     | 3 ¼         | Sunny's Halo          |
| 29 mai       | Belmont Park    | États-Unis  | Peter Pan Stakes              | Gr. 3       | 1 800 m     | A. Cordero, Jr. | 1er / 5     | 12          | I Enclose             |
| 11 juin      | Belmont Park    | États-Unis  | Belmont Stakes                | Gr. 1       | 2 400 m     | A. Cordero, Jr. | 2e / 15     | 3 ½         | Caveat                |
| 30 juillet   | Monmouth Park   | États-Unis  | Haskell Invitational Handicap | Gr. 1       | 1 800 m     | A. Cordero, Jr. | 6e / 10     | 4           | Deputed Testamony     |
| 13 août      | Saratoga        | États-Unis  | Travers Stakes                | Gr. 1       | 2 000 m     | A. Cordero, Jr. | 2e / 7      | 1 ¾         | Play Fellow           |
| 3 septembre  | Belmont Park    | États-Unis  | Woodward Stakes               | Gr. 1       | 1 800 m     | A. Cordero, Jr. | 1er / 10    | nez         | Bates Motel           |
| 24 septembre | Belmont Park    | États-Unis  | Marlboro Cup Handicap         | Gr. 1       | 2 000 m     | A. Cordero, Jr. | 2e / 9      | encolure    | Highland Blade        |
| 15 octobre   | Belmont Park    | États-Unis  | Jockey Club Gold Cup          | Gr. 1       | 2 400 m     | A. Cordero, Jr. | 1er / 11    | 3           | Highland Blade        |
| 1984, 4 ans  |                 |             |                               |             |             |                 |             |             |                       |
| 2 juillet    | Belmont Park    | États-Unis  | Allowance                     |             | 1 600 m     | A. Cordero, Jr. | 1er / 5     | 7 ½         | Cannon Shll           |
| 4 août       | Saratoga        | États-Unis  | Whitney Handicap              | Gr. 1       | 1 800 m     | A. Cordero, Jr. | 1er / 3     | 1 ¾         | Track Barron          |
| 15 septembre | Belmont Park    | États-Unis  | Woodward Stakes               | Gr. 1       | 1 800 m     | A. Cordero, Jr. | 1er / 6     | 1/2         | Shifty Sheik          |
| 29 septembre | Belmont Park    | États-Unis  | Marlboro Cup Handicap         | Gr. 1       | 2 000 m     | A. Cordero, Jr. | 1er / 9     | 1 ¾         | Carr de Naskra        |
| 20 octobre   | Belmont Park    | États-Unis  | Jockey Club Gold Cup          | Gr. 1       | 2 400 m     | A. Cordero, Jr. | 1er / 5     | 9 ¾         | Hail Bold King        |
| 10 novembre  | Hollywood Park  | États-Unis  | Breeders' Cup Classic         | Gr. 1       | 2 000 m     | A. Cordero, Jr. | 2e / 8      | (1/2)       | Wild Again            |

## Au haras
Installé à Three Chimney Farms dans le Kentucky, Slew o' Gold s'est correctement acquitté de ses nouvelles fonction d'étalon, donnant plusieurs lauréats de groupe 1 tels Awe Inspiring (Flamingo Stakes, American Derby, 3e Kentucky Derby), Dramatic Gold (Meadowlands Cup, 3e Breeders' Cup Classic), Gorgeous (Ashland Stakes, Hollywood Oaks), Thirty Six Red (Wood Memorial Stakes, 2e Belmont Stakes, 3e Kentucky Derby),  Tactile (Beldame Stakes, Gazelle Handicap), ou la Française Golden Opinion (Coronation Stakes, 3e Poule d'Essai des Pouliches). 
Retiré de la monte en 2003, Slew o'Gold s'éteint en 2007, à 27 ans. 

## Origines
Slew o' Gold est l'un des meilleurs fils de Seattle Slew, l'un des plus grands champions de l'histoire des courses américaines, puis grand étalon. Sa mère Alluvial n'a pas couru mais s'est plus que rattrapée au haras puisqu'elle a donné un autre champion, Coastal (par Majestic Prince), vainqueur des Belmont Stakes, du Monmouth Invitational Handicap, deuxième des Woodward Stakes, troisième de la Jockey Club Gold Cup et du  Marlboro Cup Handicap. Alluvial avait de qui tenir, puisque sa mère Bayou fut sacrée championne des 3 ans en 1957 grâce à ses victoires dans les Delaware Oaks, les Acorn Stakes et le Gazelle Handicap. Il s'agit d'une grande famille, arrivée aux États-Unis lorsque la Française Affection fut importée en 1916. Celle-ci donna Escutcheon (Alabam Stakes), mère de Bourtai, influente matrone à qui l'on doit, outre Bayou, la bonne Levee (Selima Stakes, Coaching Club American Oaks, Beldame Stakes, mère de la Hall of Famer Shuvee) et d'autres vainqueurs ou mères de vainqueurs de groupe 1.

### Pedigree
| Origines de Slew o' Gold (USA), mâle bai né en 1980 | Origines de Slew o' Gold (USA), mâle bai né en 1980 | Origines de Slew o' Gold (USA), mâle bai né en 1980 | Origines de Slew o' Gold (USA), mâle bai né en 1980 |
| --------------------------------------------------- | --------------------------------------------------- | --------------------------------------------------- | --------------------------------------------------- |
| Père Seattle Slew                                   | Bold Reasoning                                      | Boldnesian                                          | Bold Ruler                                          |
| Père Seattle Slew                                   | Bold Reasoning                                      | Boldnesian                                          | Alanesian                                           |
| Père Seattle Slew                                   | Bold Reasoning                                      | Reason to Earn                                      | Hail To Reason                                      |
| Père Seattle Slew                                   | Bold Reasoning                                      | Reason to Earn                                      | Sailing Home                                        |
| Père Seattle Slew                                   | My Charmer                                          | Poker                                               | Round Table                                         |
| Père Seattle Slew                                   | My Charmer                                          | Poker                                               | Glamour                                             |
| Père Seattle Slew                                   | My Charmer                                          | Fair Charmer                                        | Jet Action                                          |
| Père Seattle Slew                                   | My Charmer                                          | Fair Charmer                                        | Myrtle Charm                                        |
| Mère Alluvial                                       | Buckpasser                                          | Tom Fool                                            | Menow                                               |
| Mère Alluvial                                       | Buckpasser                                          | Tom Fool                                            | Gaga                                                |
| Mère Alluvial                                       | Buckpasser                                          | Busanda                                             | War Admiral                                         |
| Mère Alluvial                                       | Buckpasser                                          | Busanda                                             | Businesslike                                        |
| Mère Alluvial                                       | Bayou                                               | Hill Prince                                         | Princequillo                                        |
| Mère Alluvial                                       | Bayou                                               | Hill Prince                                         | Hildene                                             |
| Mère Alluvial                                       | Bayou                                               | Bourtai                                             | Stimulus                                            |
| Mère Alluvial                                       | Bayou                                               | Bourtai                                             | Escutcheon (famille 9-f)                            |